# Cztery strony świata
Cztery strony świata – reportaż z podróży do Indii, Norwegii, Finlandii, Mongolii i Algierii napisany przez Jerzego Putramenta w latach 1949-1962, wydany w 1963 roku przez wydawnictwo Iskry.

## Opis książki
- Lato w lutym

Reportaż z podróży po Algierii w 1949 roku.
- Na północnej olimpiadzie

Reportaż z pobytu na olimpiadzie w Norwegii i Finlandii w 1952 roku.
- India na gorąco

Reportaż z podróży po Indiach w 1962 roku przy okazji udziału w Światowej Radzie Pokoju.
- Mongolskie pastorałki

Reportaż z podróży do Mongolii z 1962 roku.